# Chüewaldbach
Der Chüewaldbach ist ein 1,1 Kilometer langer rechter Zufluss des Geissweidbachs in den Gemeinden Aesch und Oberwil-Lieli in den Kantonen Aargau und Zürich. Er entwässert einen Teil des Waldgebiets Hell im Zentrum des Holzbirrliberg-Hügelzuges.

## Geographie

### Verlauf
Der Chüewaldbach entspringt auf 621 m ü. M. an einer Wegkreuzung wenig nordwestlich des Hofes Chüewald am südlichen Waldrand des Widenhaus. Die Quelle liegt eingebettet zwischen der 633 m ü. M. hohen bewaldeten Anhöhe Chalberhau im Norden und einer Anhöhe um den Hof Chüewald im Süden.
Er folgt linksseitig der Chüewaldstrasse nach Westen, welche hier kurz den Chalberhau von einem Feld trennt, ehe sich das Waldgebiet Tädiken anschliesst. Er wendet sich nach Nordwesten und unterquert eingedolt den südwestlichsten Teil der Birchmatt sowie die Chüewaldstrasse, welcher er nun rechtsseitig am Waldrand entlang folgt. Er fliesst kurz nach Norden, ehe er beim Birchmatthäuli einen nordwestlichen Kurs einschlägt und dabei einen breiten Waldstreifen von Ost nach West durchquert.
Beim Litzibuecher Gatter erreicht er den nördlichen Waldrand des Aescherbüels und wendet sich kurz gegen Westen, danach gegen Südwesten. Er überquert nun die Kantonsgrenze und vollzieht direkt einen scharfen Bogen nach Norden in Richtung des Hofes Litzibuch sowie gleich danach wieder einen nach Westen. Kurz vor der Mündung wird der Bach eingedolt, wobei er eine Wegkreuzung unterquert. Er mündet schliesslich auf etwa 579 m ü. M. von rechts in den Oberlauf des ebenfalls eingedolten Geissweidbachs, welcher hier auch Tädikerbächli genannt wird.